# Ямолкіно (Гірськомарійський район)
Ямо́лкіно (рос. Ямолкино, марій. Шӱргыял) — присілок у складі Гірськомарійського району Марій Ел, Росія. Входить до складу Ємешевського сільського поселення.
Стара назва — Ямоліно.

## Населення
Населення — 263 особи (2010; 287 у 2002).
Національний склад (станом на 2002 рік):
- марі — 98 %